# Hürrem szultána
Hürrem szultána (törökül: Hürrem Sultan [hyɾɾem suɫtaːn]; oszmán-törökül: خرم سلطان), születési nevén Alekszandra Anasztaszja Liszovszka, Európában Rokszolána, Roxa néven emlegették (Rohatin, 1502–1506 között – Konstantinápoly, 1558. április 15.) ruszin származású oszmán szultána, I. Szulejmán szultán felesége, de facto társuralkodója, a birodalom első haszeki szultánája. Több mint harminc évig játszott kiemelkedő szerepet az oszmán történelemben, döntései évszázadokkal később is éreztették hatásukat a birodalom életében. 
Legyőzhetetlen politikus volt, ellenfeleivel kegyetlen és rideg; köztudottan Szulejmán egyik főtanácsadója az államügyekben. Mindezek mellett bőkezű adományozó is: mecsetek, kórházak, ingyenkonyhák és fürdők építtetője. Öt fiút és egy leányt szült a szultánnak, köztük II. Szelimet, a következő szultánt. Rajta kívül az Oszmán Birodalomban csak egy szláv származású szultána került hatalomra, Turhan Hatidzse. Vele ért véget a Hürrem által elindított mintegy 130 éves korszak, az úgynevezett nők szultanátusa.

## Neve
Egyes történészek szerint Hürrem szultána Alekszandra Ruszlana Liszovszka vagy Anasztaszja Liszovszka néven született, gyerekkori beceneve a Nasztia volt. A korabeli, illetve az azt követő időkben az oszmán, később török irodalomban haszeki Hürrem szultána vagy Hürrem haszeki szultána néven emlegették és így vált ismertté. Európában Rokszolána vagy Rokszelána, ritkábban Alexandra néven ismerik. A Hürrem (perzsa írásmóddal: خرم , Haram vagy Horram) jelentése „mindig vidám”, nevét Szulejmántól kapta, mivel mindennapjaiba mindig vidámságot, örömet hozott. Ruszin származására is Európában használatos neve, ugyanis a Rokszolána név jelentése „az első ruszin” (a 15. században a ruszinokat gyakran emlegették roxolánokként).

## Származása
A ruszin Alekszandra a korabeli Lengyel Királyság részét képező kárpátaljai vajdaság területén született Rohatinban (ma Ukrajna). Az 1520-as években krími tatárok rabolták el, majd eladták rabszolgának. (Valószínűleg a krími Feodoszija városába, ami akkor az egyik legnagyobb rabszolgapiaca volt az Oszmán Birodalomnak.) Így került I. Szulejmán háremébe. Mikhalon Lytvyn, az Litván Nagyfejedelemség követe az 1548 és 1551 közötti feljegyzéseiben így ír„[...] a török császár leginkább szeretett felesége – saját földjéről lett elrabolva”
Késő-16. századi és kora-17. századi források említik, így például Samuel Twardowski lengyel író és költő is feljegyezte, hogy Hürrem apja egy ortodox pap, név szerint Hávriló Liszovszki lehetett, anyját pedig Alexandrának hívták.

## Kapcsolata Szulejmánnal
Hürrem szultána 1517 és 1520 között kerülhetett a Topkapı palota háremébe, annyi bizonyos, hogy még Szulejmán trónra lépése előtt. Gyorsan felkeltette az uralkodó figyelmét, emellett féltékenyen figyelte riválisait. Hamarosan a szultán kedvence, azaz kiemelt ágyasa lett, háttérbe szorítva Gülfemet és Mahidevran hatunt (más néven Gülbahar). A lány vidám és játékos természete miatt kapta nevét, és hamarosan mára már legendás befolyásra tett szert Szulejmán felett.
Hürrem annak ellenére több fiúgyermekkel ajándékozta meg az uralkodót, hogy a háremben az „egy ágyas – egy fiú” elv működött, mégpedig a későbbi testvérharcok és trónviszályok elkerülése végett. Első gyermeke, Mehmed 1521-ben született (meghalt 1543-ban), majd még további öt gyermeket (köztük Mihrimah szultánát) szült, megdöntve ezzel Mahidevran előjogait, akinek fia, Musztafa elsőszülöttként némi előnyt élvezett a trónöröklésben. Szulejmán anyja, Ajse Hafsza szultána némileg tompította a két nő közötti ellentétet, azonban Mahidevran féltékenységében többször bántalmazta Hürremet, ezzel feldühítve Szulejmánt.
1533-ban vagy 1534-ben (a pontos dátum nem ismert), Szulejmán egy káprázatos esküvői szertartás keretein belül feleségül vette kedvenc ágyasát, így az első oszmán szultán volt aki megnősült Orhán (uralkodott 1326-1362) óta, megsértve egy közel 200 éves szokást, miszerint az oszmán szultánok nem veszik el ágyasaikat. Ennek előtte még soha egyetlen rabszolga sem lett a szultán hitvese, ez igen komoly csodálkozást és ellenszenvet váltott ki az egész birodalomban. Hürrem megkapta a Haszeki címet, ami annyit tesz, a szultán hitvese és ezzel Szulejmán a későbbi történelemre tekintve is precedenst teremtett. Hürrem napi fizetése 2000 aszpersz volt, amivel a legjobban fizetett haszeki volt a történelemben.
Hürrem lett az első szultána, aki a kor szokásaival ellentétben élete végéig a Topkapiban maradhatott. A hagyományok szerint a hercegek általában 16-17 éves korba lépve elhagyták a fővárost anyjukkal együtt, hogy saját tartományukat (szandzsák) irányítsák. Ez a tisztség volt az úgynevezett Bejler-beji tisztség. Hürrem dacolva a szokásjoggal legkisebb, púpos fia, Dzsahángír mellett maradt, míg három idősebb fia idővel mind saját tartományukba költöztek.
Szulejmán szultán igen tehetséges és termékeny költő volt, versei szignózásakor a Muhibbi álnevet használta. Ezen a néven számos szerelmes verset írt Hürrem szultánának, például az alábbit:
Jólétem, szerelmem, holdfényem.
Legőszintébb barátom, bizalmasom én egyetlen szerelmem.

A legszebbek között a legszebb...

Tavaszom, én vidám arcú szeretetem, nappalom, kedvesem... 

Édes Rózsám, az egyetlen, aki nem hoz szorongást ezen a világon... 

Isztambulom, én Caramanom, én Anatóliám

Badaksám, Bagdadom és Khorasanom 

Szép hajú szerelmem... 

Dicséreted fogom énekelni mindig. 

Egy szerelmes meggyötört szíve, Muhibbi szeme megtelt könnyel, és én boldog vagyok.

## Politika

### Ellentmondásos alakja

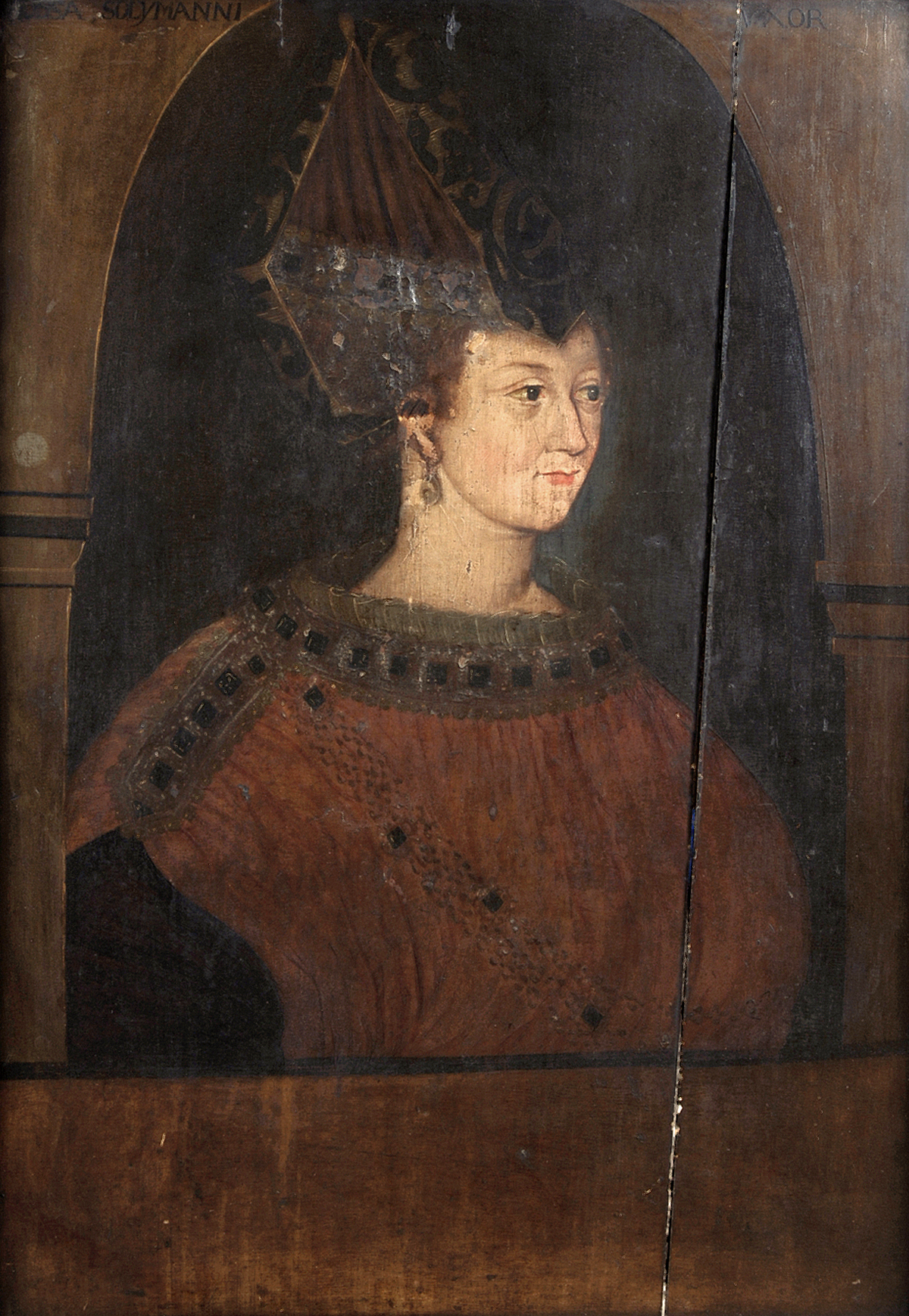
Hürrem szultána, 16. századi olajfestmény

Hürremet rálátása az államügyekre nem csak az egyik legbefolyásosabb oszmán nővé tette, hanem az oszmán történelem egyik legellentmondásosabb személyiségévé is. Intelligenciájának köszönhetően Szulejmán legfőbb tanácsadója lett, zseniális politikai érzéke pedig csakhamar a legfelsőbb körök intrikáinak kellős közepére sodorta őt. Soha nem vallott kudarcot, minden ellenfelét sikerült félreállítania különböző eszközökkel. Többen is életüket vesztették a vele vívott hatalmi harcokban, így például a trónörökös Musztafa herceg és két nagyvezír, Pargali Ibrahim pasa, Szulejmán bizalmasa és gyerekkori barátja, valamint Kara Ahmed pasa is.
Hürrem fiai közül hárman érték meg az 1550-es éveket (Szelim, Bajazid és Dzsahángír), és Mahidevran fia, Musztafa is élt még. Utóbbi herceg volt a szultán legidősebb gyermeke. A törvények szerint a trónviszályok elkerülése érdekben, ha egy új szultán lépett a trónra, fivéreit ki kellett végeztetnie, így stabilizálva a békét a birodalomban. Musztafát sokan a legtehetségesebbnek tartották a fiúk közül, ráadásul 1536-ig élvezhette Pargali Ibrahim nagyvezír támogatását is, aki egyben Szulejmán sógora is volt. Hürrem minden befolyását arra használta, hogy megakadályozza Musztafa trónra jutását, hiszen az egyet jelentett volna az ő és gyermekei halálos ítéletével.
Ibrahim néhány meggondolatlan cselekedete miatt elvesztette az uralkodó bizalmát. Többek közt ilyen volt, mikor a II. oszmán-szafavida háború (1532-1555) ideje alatt szultánnak nevezte magát, vagy mikor elmérgesedett a viszonya a főpénztárnok Iszkender Cselebivel és politikai, valamint hadi meg nem értéseik miatt kivégeztette őt. Ezek a történések odáig vezettek, hogy Szulejmán 1536. március 15-én kivégeztette egykori bizalmasát, amihez a történészek vélekedése szerint Hürrem intrikái is jelentősen hozzájárultak. Miután a következő nyolc évben három másik nagyvezír is szolgált, végül Rüsztem pasa lett a birodalom második embere, aki Hürrem szultána kegyeltje és Mihrimah szultánán keresztül a veje is volt egyben.
Szulejmán uralkodásának vége felé már csak Hürrem két középső fia versengett a trónért, hiszen anyjuk Rüsztem pasa hathatós segítségével Musztafa ellen fordította a szultánt, aki 1553-ban lázadástól tartva kivégeztette legidősebb fiát. A vád hazaárulás volt, ezt azonban azóta sem tudták bizonyítani a témával foglalkozó történészek. Ezt követően Mahidevran hatun elvesztette hárembeli pozícióját, majd száműzték Bursa városába. Utolsó éveit szegénységben töltötte, bár 1566-ban az újonnan trónra lépő Szelim életjáradékot utalt ki mostohaanyjának. A beteges és testi fogyatékos Dzsahángír herceg állítólag a bánatba halt bele, miután tudomást szerzett féltestvére haláláról.
Szulejmán 1553 októberében Kara Ahmed pasát nevezte ki nagyvezírnek, de két évvel később, 1555 szeptemberében őt is kivégezték, szintén Hürrem intrikáinak köszönhetően, míg utódja elődje, a tisztséget tehát immár másodszor megkapó Rüsztem pasa lett.
A történészek körében népszerű és elfogadott tény, miszerint a kegyvesztett méltóságok mind annak köszönhették sorsukat, hogy Hürrem szultána politikai érdekeinek útjában álltak, azonban erre, annak is köszönhetően, hogy a korabeli hárem az idelátogató követek elől is elzárt terület volt, sosem készült írásos feljegyzés, így konkrét bizonyíték sincsen a feltételezések történelmi hitelességére.

### Külpolitika
Hürrem többször mint Szulejmán legfőbb tanácsadója járt el külpolitikai és nemzetközi hadi ügyekben, így e téren is jelentős befolyással bírt. Származása révén jó kapcsolatot ápolt II. Zsigmond Ágost lengyel királlyal, akinek levélben gratulált trónra lépésekor, és ezt követően is többször leveleztek.
A fennmaradt levelek alapján jó okunk van feltételezni, hogy Hürrem szultána törekedett arra, hogy személyesen is megismerhesse a lengyel uralkodót, illetve, hogy az Oszmán birodalom és a Lengyel Királyság kapcsolata a lehető legszorosabbá váljon. Ahogy egy ukrán író írta, „kifejezte aggodalmát a lengyel király felé, és minden vágya annak problémáinak megoldása volt”. Nem tudható, hogy kapcsolatukban milyen szerepet játszott az intimitás, de az biztos, hogy abban az időben a két ország között igen érdekes viszony alakult ki.

## Jótékonykodásai
Eltekintve a politikai csatározásaitól, Hürrem számos jelentős épületet emeltetett főként Isztambulban, Jeruzsálemben és Mekkában, ezeket részben az általa alapított közhasznú alapítványok segítségével. Az első ilyen mecset a Korán-iskola, amely magába foglalt a tanodán kívül egy szökőkutat és egy ispotályt is. Ez az úgynevezett Haszeki szultána-komplexum, ami a kor első ilyen épületegyüttese volt és a konstantinápolyi rabszolgapiac mellett építette Mimár Szinán, a legismertebb oszmán építész. Ez volt a legnagyobb építmény a városban az Hagia Szophia és a Szulejmán-mecset után, ez a szultána hatalmát és gazdagságát mutatja. De építtetett hasonló komplexumokat Drinápoly és Ankara városaiban is.
A Hagia Szophia mellé emelték a Hürrem szultána fürdőt, valamint 1552-ben megalapította Jeruzsálemben a Haszeki szultán imaret nevű nyilvános konyhaházat, a szegények etetésére. Az elsősorban levest feltálaló konyhán legalább 500 ember napi kétszeri étkeztetése volt biztosítva. Ugyanilyen konyhát építtettek Mekkában is.

## Halála

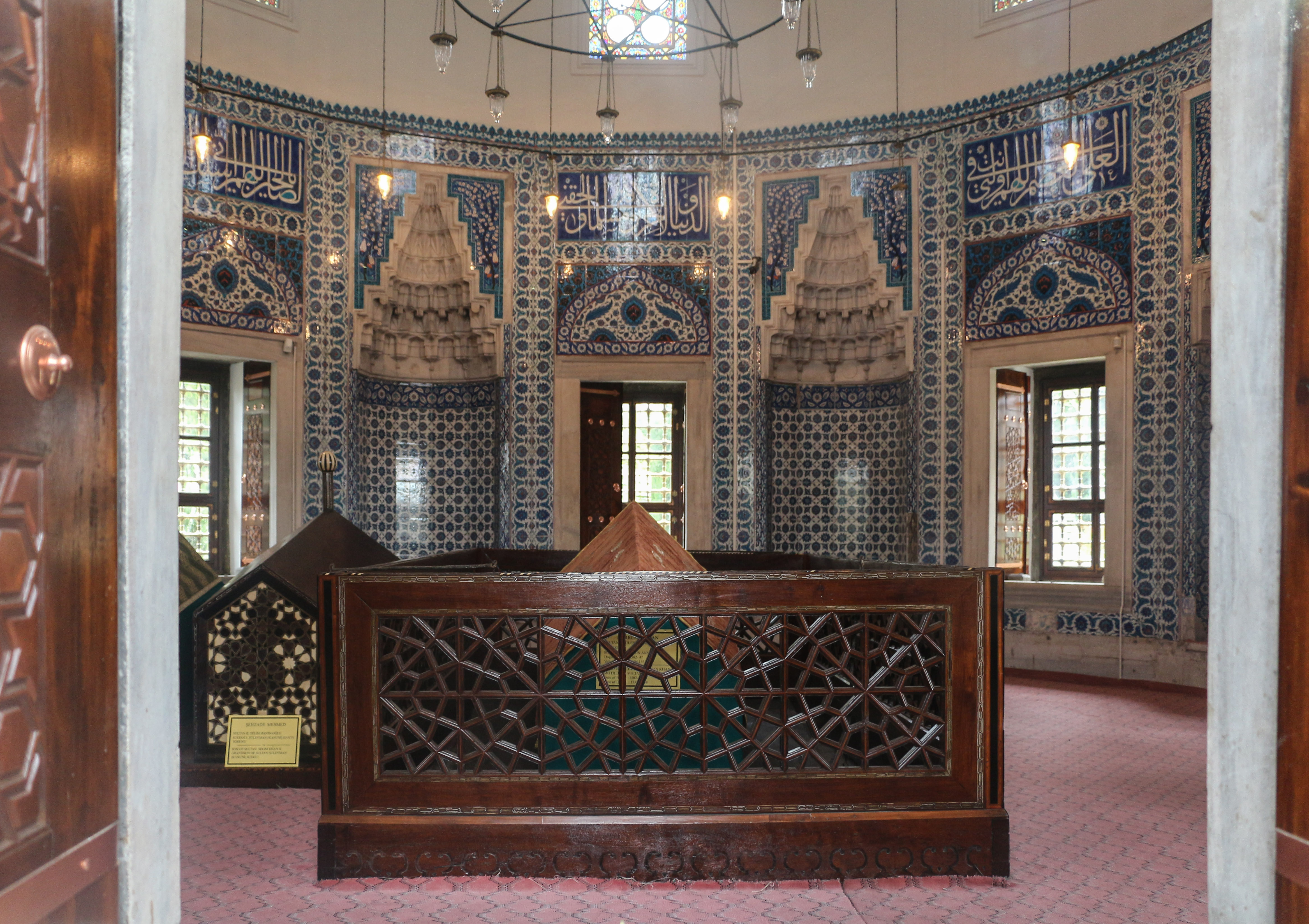
Hürrem szultána türbéje a Szulejmán-dzsámiban

Hürrem feltehetően maláriában halt meg 1558. április 15-én. Szulejmán élete végéig gyászolta feleségét.
A mennyeket fekete felhők fedték be, nincs pihenés számomra, nincs levegő, se gondolat, se remény. […] Én lemostam, letöröltem a világot, lelki bánatom érted van, szerelmem. Erő, nincs több erőm, hogy elárulja nekem, csak hit van, a hit a te érzelmeidben, nem a húsban, de az én szívemben, én sírok, sírok érted, szerelmem, nem óceán, több mint óceán az én könnyeim érted, Hürrem...
Hürremet a Szulejmán-mecsetben temették el, 1566-ban itt helyezték örök nyugalomra Szulejmán testét is. A szultán akarata szerint rajtuk kívül csak Mihrimah szultánát temethették el a dzsámiban, ami végül így is történt.

## Emlékezete
- Hürremet mindig is jól ismerték mind Törökországban, mind Európában, így sok művészt megihletett. Hürrem számtalan nyugati művész festményén szerepel, többször Szulejmán társaságában, de alakja megjelenik a zeneművészetben: többek közt Joseph Haydn 63. szimfóniájában, operákban (pl.: Denys Sichynsky által), balett művekben, valamint számos novellában (főleg az ukrán, de azon kívül a német, angol és francia irodalomban).
- 2007-ben a mariupoli muszlimok mecsetet építettek Rokszolána tiszteletére.
- Hürrem többször megjelenik a filmművészetben: dokumentumfilmekben, mozifilmekben, sorozatokban.
- A világszerte népszerű Szulejmán (Muhteşem Yüzyıl) című televíziós sorozat első három évadában a török-német származású Meryem Uzerli, majd a negyedik évadban a török Vahide Perçin alakította a szultánát.

A szépirodalomban
- Zrínyi Miklós a Szigeti veszedelem című művében Hürremet Roxa néven emlegeti, amikor Szulejmán tulajdonságairól és tetteiről ír:

De fiát, Musztafát mikor megöleté,

Akkor felettébb magát megesmérteté,

Sőt, maga nemzetivel meggyülölteté,

Roxa szerelméjért eztet cselekedé.
- Demet Altınyeleklioğlu: Hürrem, Szulejmán ágyasa
- Demet Altınyeleklioğlu: Hürrem, Szulejmán asszonya
- Demet Altınyeleklioğlu: Ibrahim és Hatidzse[25]

## Gyermekei
- Mehmed (1521–1543), Manisa kormányzója, fiatalon meghalt
- Mihrimah (1522. március 21. – 1578. október 25.), Hürrem egyetlen leánya, befolyásában utóda. 1539. november 26-án ment feleségül Rüsztem pasához, a későbbi fővezírhez. A legbefolyásosabb oszmán hercegnőként ismert.
- Abdullah (1523–1524), csecsemőkorában meghalt.
- Szelim (1524. május 28. – 1574. december 12.), Konya, Manisa majd Kütahya kormányzója. Öccsével, Bajaziddal még apjuk életében harcoltak a trónért, amit végül Szelim nyert meg, így ő lett Szulejmán utóda.
- Bajazid (1525–1561), Kütahya majd Amasya kormányzója. Miután kikapott bátyjától, I. Tahmászp perzsa sah udvarába menekült, aki kivégeztette.
- Dzsahángír (1531. december 9. – 1553. november 27.), fiatalon meghalt.

## Galéria

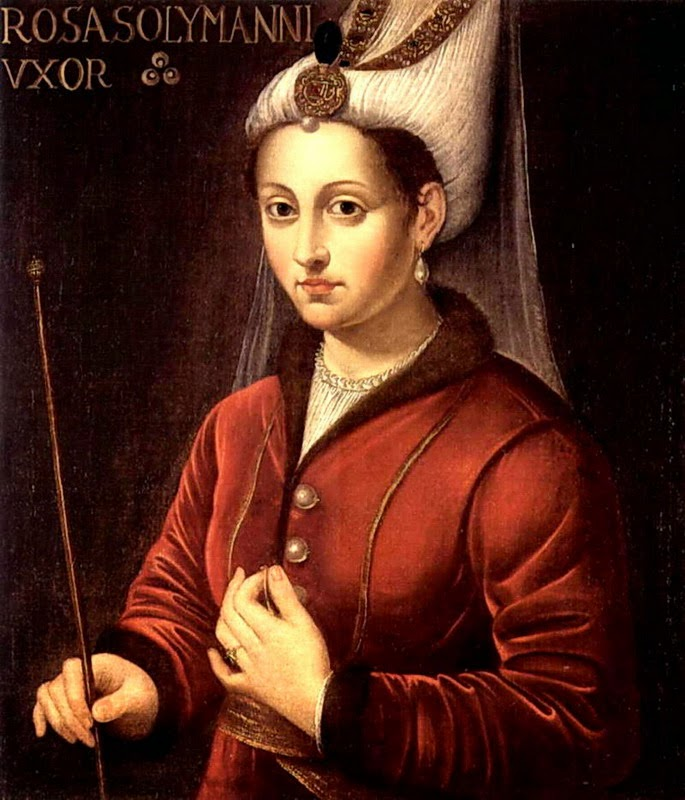
Roxa, Szulejmán felesége (16. század)
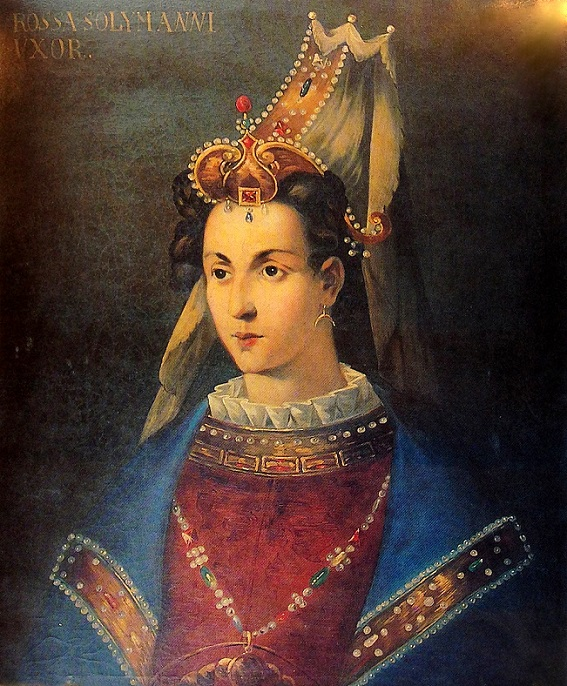
Hürrem szultána. Velencei művész festménye, 18. század
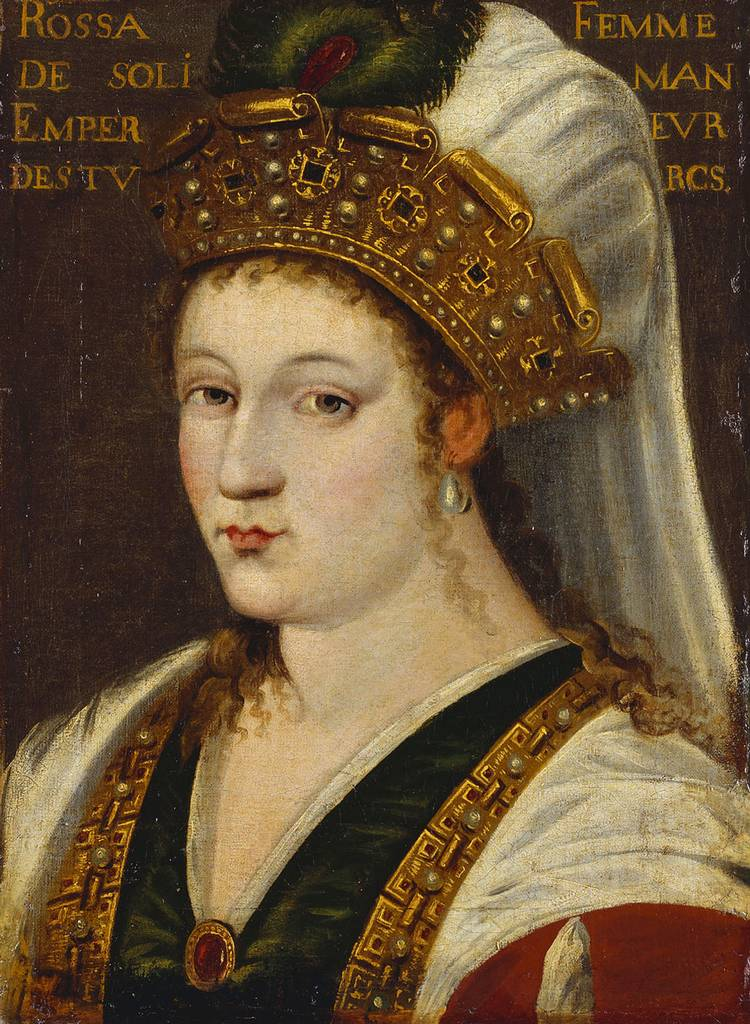
Hürrem portréja, 1600 körül (Angol Királyi Gyűjtemény)
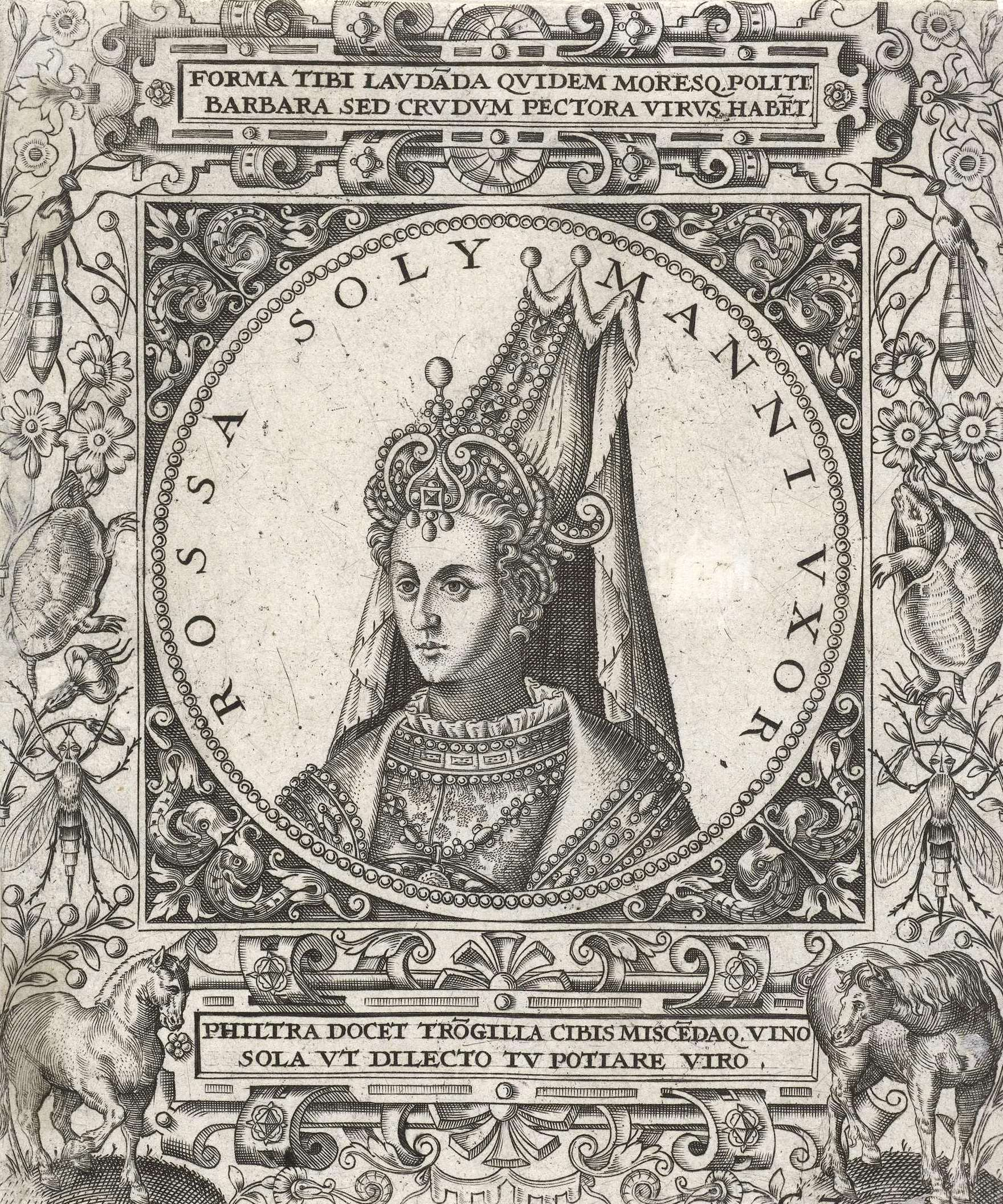
Roxelana, metszet, Johann Theodor de Bry, 1596
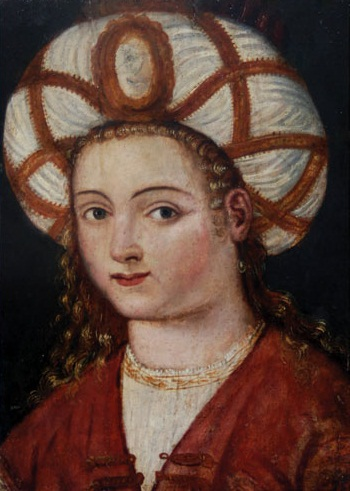
Haszeki Hürrem szultána portréja, 16. század
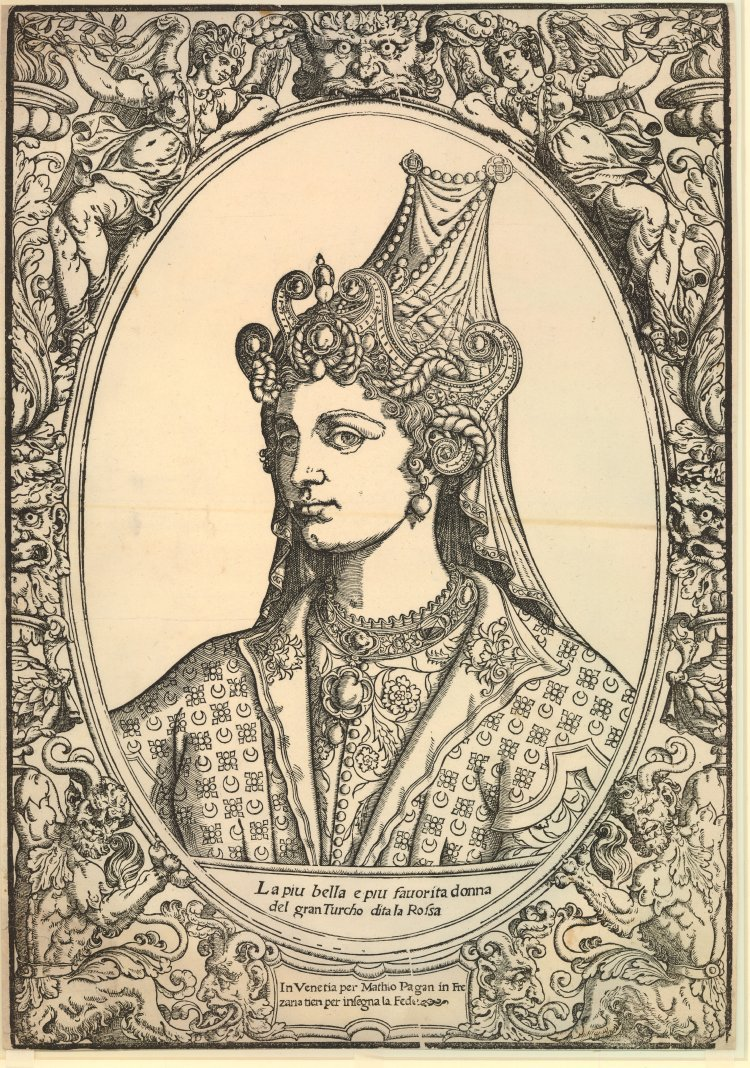
Hürrem szultána, metszet, 1537
Hürrem és Szulejmán Anton Hickel barokk festményén (1780)

## Fordítás
- Ez a szócikk részben vagy egészben  a   Roxelana című angol Wikipédia-szócikk fordításán alapul.  Az eredeti cikk szerkesztőit annak laptörténete sorolja fel. Ez a jelzés csupán a megfogalmazás eredetét és a szerzői jogokat jelzi, nem szolgál a cikkben szereplő információk forrásmegjelöléseként.